# Maison natale de Charles de Gaulle
La maison natale de Charles de Gaulle est un musée français situé à Lille, dans le Nord, en France. Auparavant, le musée était la maison des grands-parents maternels de Charles de Gaulle, où ce dernier naquit en 1890.
Propriété de la Fondation Charles-de-Gaulle, la maison est actuellement gérée par le Conseil départemental du Nord. Ouverte au public en 1983, elle est classée monument historique depuis 1989 et a obtenu le label Maisons des Illustres en 2011. Situé 9 rue Princesse, dans le quartier du Vieux-Lille, le musée accueille chaque année entre 19 000 et 20 000 visiteurs.

## Histoire
Charles de Gaulle est né au 9 rue Princesse à Lille (quartier du Vieux-Lille) le 22 novembre 1890, dans la maison de ses grands-parents maternels, Jules-Émile et Julia Maillot (des industriels du textile), comme la coutume le voulait à l'époque. Le jour même, il est baptisé à l'église Saint-André située dans la rue Royale. Charles de Gaulle y a parfois séjourné lors de son enfance puis adolescence. Il aurait particulièrement apprécié le lieu au point d'avoir envisagé d'en faire l'acquisition en 1947.
La maison natale, un bel hôtel particulier d'une famille de la bourgeoisie moyenne du département du Nord, fut acquise par une association d'amis du général de Gaulle en 1961 puis léguée à l'Institut et la Fondation Charles-de-Gaulle. Elle a connu relativement peu de transformations par rapport à son état en fin du XIXe siècle. En 1983, la maison natale de Charles de Gaulle, devenue un musée géré par la Fondation, est ouverte au public. Des expositions temporaires y sont proposées.
Inscrite aux monuments historiques le 15 juin 1989, puis classée le 22 novembre 1990, elle est devenue un lieu de mémoire permettant de suivre l'itinéraire militaire et politique de Charles de Gaulle et de comprendre les différentes étapes de la vie du général, ses origines, sa naissance à Lille, son enfance, son éducation, ses attaches régionales (du fait de son service militaire effectué à Arras ou son mariage à Calais avec une Calaisienne, Yvonne Vendroux).
En 1995, La Fondation Charles-de-Gaulle a engagé des travaux d'aménagement afin de reconstituer les décors et l'ambiance de la maison natale à la fin du XIXe siècle. De plus, afin que ce lieu soit un objet culturel vivant et privilégiant l'interactivité, la Fondation Charles-de-Gaulle a poursuivi son aménagement par d'importants travaux qui se sont achevés par l'inauguration du musée le 22 novembre 2005. Le 13 septembre 2011, le musée reçoit du label Maisons des Illustres.
À partir de 2013, sa gestion est assurée par le conseil départemental du Nord

### Campagne de rénovation
Avec un passage grandissant de visiteurs, la Maison natale présentait au début des années 2010 des désordres structurels et devait être renforcée et sécurisée pour permettre la pérennité de ce haut lieu de mémoire.
Elle ferme ses portes le 4 novembre 2019 pour une campagne de travaux d’envergure. Une première phase concerne la réfection des structures et des façades et une seconde phase la réhabilitation des pièces de vie, la restitution des décors d’époque et la reconstitution du jardin d’hiver.
Elle rouvre ses portes un an plus tard à l'occasion de la célébration du 130e anniversaire de la naissance de Charles de Gaulle, le 22 novembre 2020. La Maison natale ressemble désormais le plus fidèlement possible à celle qu’a connu Charles de Gaulle enfant. Grâce à la découverte des décors originaux, grâce à la compilation de témoignages de la famille et grâce à toutes les recherches historiques et scientifiques, il est aujourd’hui possible de redonner plus d’authenticité à la demeure.
La maison retrouve, par ailleurs, ses pièces fonctionnelles, jadis témoins de la vie quotidienne et de la vie domestique et aujourd’hui disparues. Les visiteurs découvrent donc de façon inédite la cuisine (qui avait été remplacée par une mini-exposition sur Lille à la fin du XIXe siècle et au début du XXe), le cabinet de toilette et la lingerie.
Une attention toute particulière a été portée sur le jardin d’hiver, lieu de repos et d’amusement où Charles de Gaulle se plaisait à reconstituer des batailles en soldats de plomb avec ses frères et cousins. Cette verrière avait été refaite au cours du siècle dernier et son apparence initiale en avait été profondément altérée. Grâce au concours de l’architecte en chef des Monuments Historiques, ce jardin d’hiver a retrouvé son dessin d’origine et son caractère authentique avec la restitution de ses motifs en ferronnerie et de ses vitraux.

## Présentation de l'édifice
La maison se présente en deux parties (aile droite et aile gauche) séparées par une cour-jardin intérieure : le logis familial et le centre culturel, appelé la « Fabrique d'histoire ».

### Le logis familial

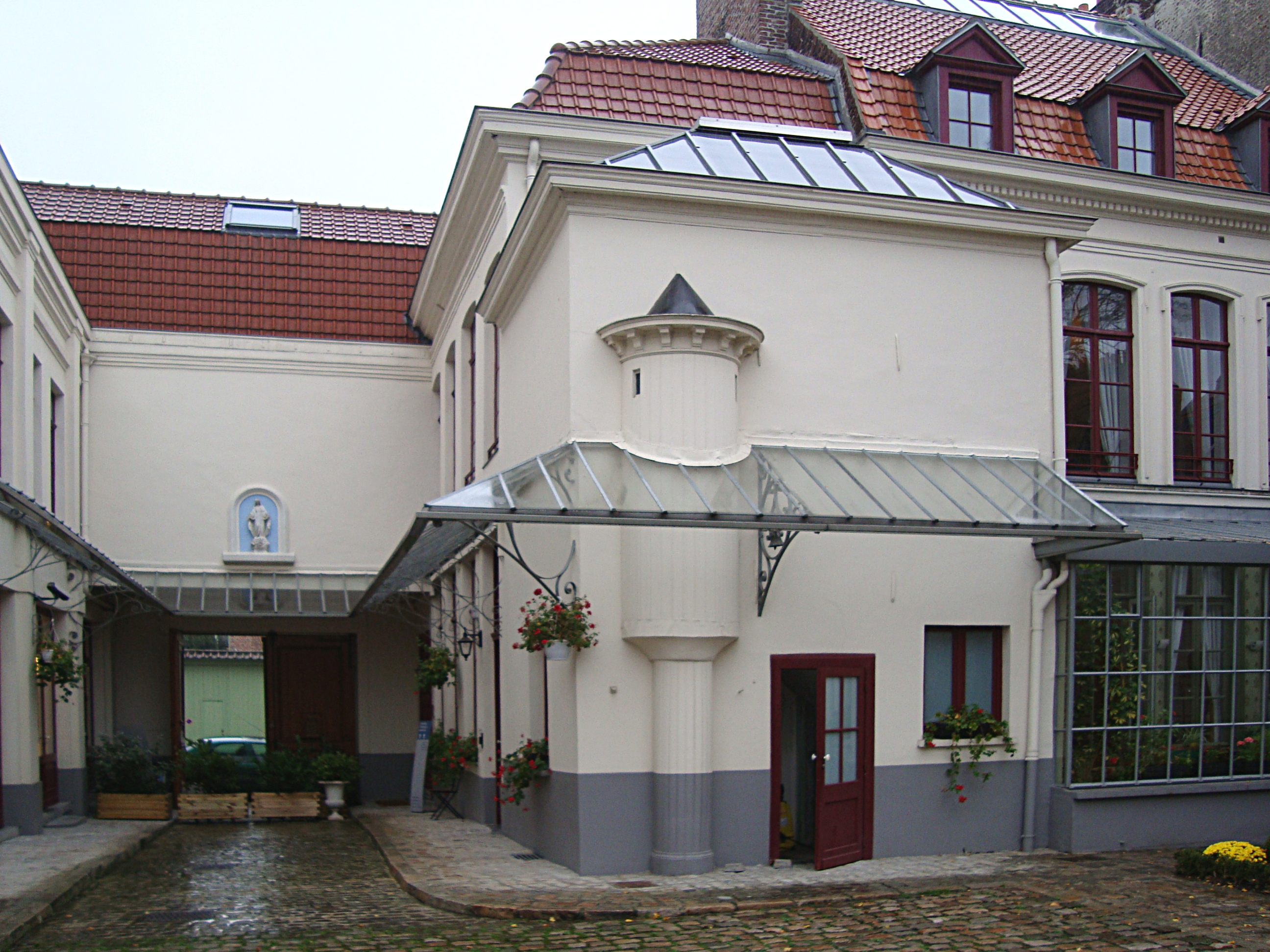
Le logis vu de la cour intérieure.

Réhabilitée en novembre 2005, chacune des pièces de la maison permet au visiteur de se plonger à l'époque de la naissance de Charles de Gaulle grâce aux souvenirs familiaux, aux portraits, et aux objets personnels provenant de la famille dont le berceau, la robe de baptême, le sabre de saint-cyrien...
Au rez-de-chaussée :
- le jardin d'hiver
- la salle à manger
- le petit salon
- le grand salon
- la cuisine.

Au premier étage :
- la chambre natale
- la chambre de madame Maillot
- la chambre d'ami
- le grenier.

### La «Fabrique d'histoire»

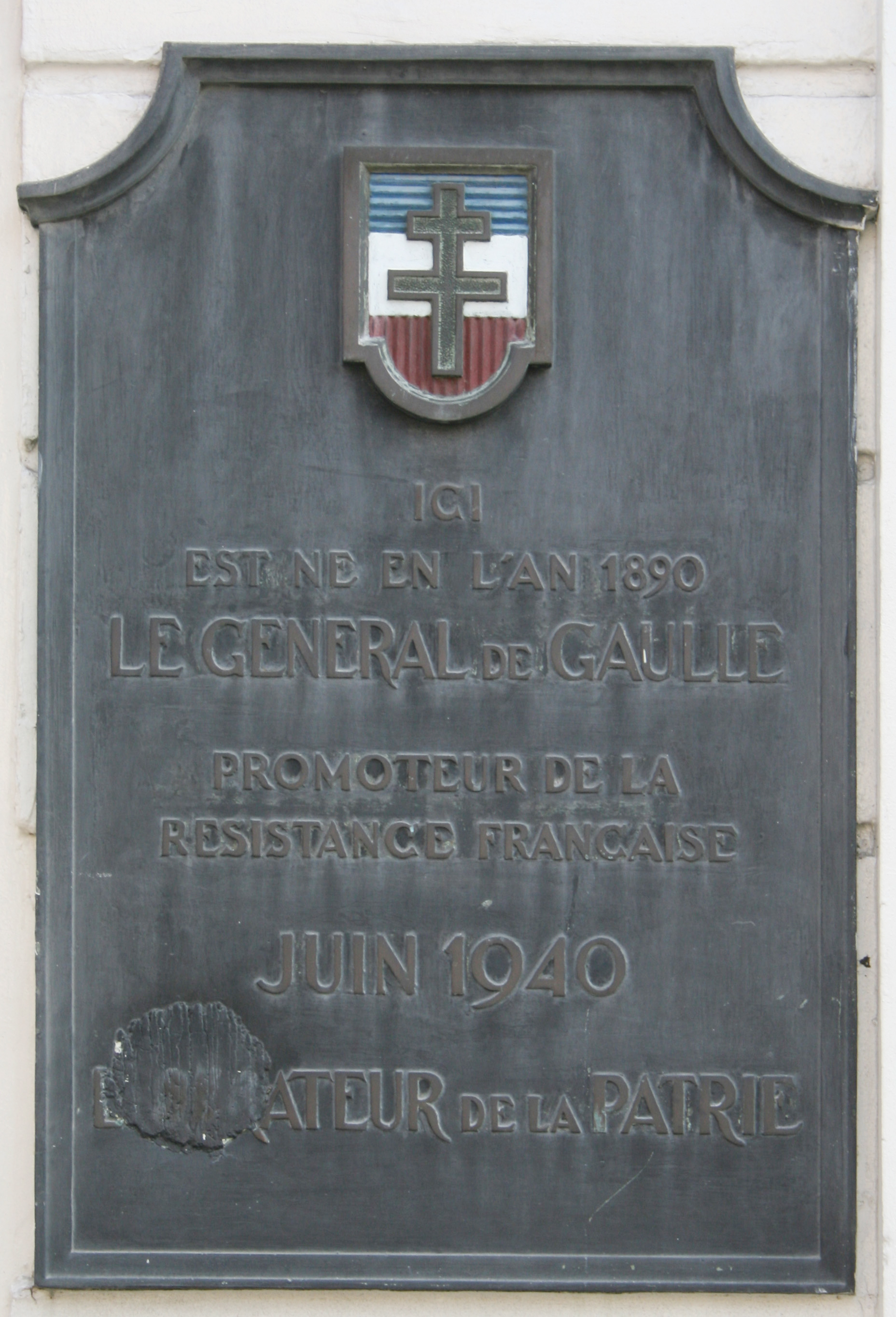
Plaque commémorative apposée sur la maison natale de Charles de Gaulle.

Il s'agit de l'ancienne fabrique de tulle du grand-père maternel de Charles de Gaulle. L'atelier est devenu un centre culturel comprenant :
- un espace d'accueil avec une fresque chronologique retraçant les dates importantes de la vie de Charles de Gaulle par l'intermédiaire des bornes multimédia,
- un centre de ressources multimédia : la bibliothèque et les ordinateurs mis à la disposition du visiteur lui donnent accès à une base de données constituée d'archives et de documents en relation avec Charles de Gaulle et avec l'histoire des XIXe et XXe siècles,
- un forum audiovisuel polyvalent : devenant soit une salle de projections soit une salle de conférences et de débats,
- un espace pédagogique destiné à l'accueil du jeune public (6/11 ans) : avec son mobilier adapté aux enfants, ce lieu favorise la découverte de l'histoire du XXe siècle. Apte à recevoir un public scolaire, il permet aux professeurs d'y organiser des ateliers pédagogiques.